# Alpaida tullgreni
Alpaida tullgreni este o specie de păianjeni din genul Alpaida, familia Araneidae. A fost descrisă pentru prima dată de Caporiacco, 1955.
Este endemică în Venezuela. Conform Catalogue of Life specia Alpaida tullgreni nu are subspecii cunoscute.